# NSB Bmeo Type 68
Bmeo Type 68, später BM 68 oder Type 68 ist die Bezeichnung eines norwegischen elektrischen Triebzuges, der von Norges Statsbaner für mittlere Entfernungen konzipiert wurde. Von ihm wurden 30 Stück in zwei Bauserien von Norsk Elektrisk & Brown Boveri und Skabo jernbanevognfabrik hergestellt.

## Bezeichnung Bmeo
Bmeo Type 68a und Bmeo Type 68b sind nur die Typenbezeichnungen der Motorwagen. Sie werden wie die später nach dem Nummernplan von 1970 verwendeten Bezeichnungen BM 68a und BM 68b für den gesamten Triebzug aus Motorwagen, Mittelwagen und Steuerwagen verwendet.

## Geschichte
Basierend auf der Baureihe Cmeo type 107 bestellte NSB bei Skabo jernbanevognfabrik und Norsk Elektrisk & Brown Boveri schnelle Triebwagen für mittlere Entfernungen. Die technische Ausrüstung war ähnlich wie beim Cmeo type 7 (ab 1956 NSB Typ 67). Im Gegensatz zu diesem, der nur 70 km/h fuhr, konnten die neuen Fahrzeuge mit 100 km/h verkehren. Die Sitze und der Innenraum waren für längere Distanzen konstruiert. Der erste Triebzug wurde 1953 bestellt. Als Einsatzgebiet waren Østfoldbanen, Vestfoldbanen, Gjøvikbanen, Randsfjordbanen und Kongsvingerbanen vorgesehen.
Die Triebwagen wurden in zwei Versionen
- „68a“ von 1956 bis 1958 (68 01–21)
- „68b“ von 1960 bis 1961 (68 22–30)

gebaut.
Die Triebwagenzüge der Type 68a bestanden aus einem Triebwagen (Bmeo 68a), einem Mittelwagen (Bo3h type 1, 18875–18895) und einem Steuerwagen (BFo3c type 1; 18669–18693).
Ein Type 68b-Zug bestand aus einem Triebwagen (Bmeo 68b), einem Mittelwagen (Bo3i type 1, 18896–18904) und einem Steuerwagen (BFo3d type 1, 18694–18702).
Die A-Serie hatte fest eingebaute Sitze, bei der B-Serie konnten im Trieb- und Steuerwagen die Sitzkissen verschoben werden. Zudem waren die Sitze im Mittelwagen jeweils in Fahrtrichtung drehbar und konnten ähnlich wie in Flugzeugen in Ruheposition umgeklappt werden. Diese Mittelwagen wiesen den höchsten Reisestandard bei den NSB Anfang der 1960er Jahre auf.
Sowohl Motor- und Steuerwagen (Bmeo und BFo3) wurden von Norsk Elektrisk & Brown Boveri (NEBB) und Skabo jernbanevognfabrik gebaut, während die Mittelwagen (Bo3) von Skabo und Strømmens Værksted herstellt wurden.
Die Züge der Type 68 konnten mit Triebwagen älterer Bauarten gekuppelt und gefahren werden.

## BM68
Mit Wirkung vom 31. Mai 1970 verfügte NSB eine neue Zuordnung zwischen den Fahrzeugtypen und ihrer Nummerierung. Die durchgehenden Nummern ab 18.xxx wurden aufgehoben. So erhielten die Triebwagen Bmeo 68a und Bmeo 68b die neuen Bezeichnungen BM 68A und BM 68B, die Steuerwagen BFo3c und BFo3d wurden zu BFS 68A und BFS 68B und die Mittelwagen Bo3n und Bo3i wurden zu B 68A und B 68B.

## Einsätze und Verbleib
Die Züge wurden nach ihrer Anlieferung als Schnellzüge auf der Østfoldbane zwischen Oslo und Halden eingesetzt. Sie waren in ihrem vorgesehenen Einsatzgebiet bis 1990 uneingeschränkt in Betrieb. Auf Fernverkehrsstrecken wurden sie ab diesem Zeitpunkt von den neu gelieferten Züge der NSB Type 70 ersetzt. Einige Züge wurden anschließend auf der Arendalsbane und in Narvik eingesetzt, ferner übernahmen sie den Nahverkehr in der Telemark.
Die Abstellung der Züge begann 1994, der letzte war bis zum Frühjahr 2001 in der Region um Drammen im Einsatz.
Die Züge 68.21, 68.22 und 68.23 verblieben bei der Übergabe des Personennahverkehrs auf die Ofotbanen in Narvik. 68.23 erhielt die Farbgebung der Gesellschaft, wurde renoviert und für den Personenverkehr ab Narvik eingesetzt. Er war dort auch ohne Mittelwagen im Einsatz. Nach der Insolvenz der Ofotbanen AS ist der Verbleib der Wagen 21 und 22 unbekannt, 68.23 ist bei der Gesellschaft NJA in Betrieb.
Die Züge 68.26 und 68.29 sind museal bei Stiftelsen Rjukanbanen (SRjB) erhalten und in Tinnoset hinterstellt.